# Arseny Zakrevsky

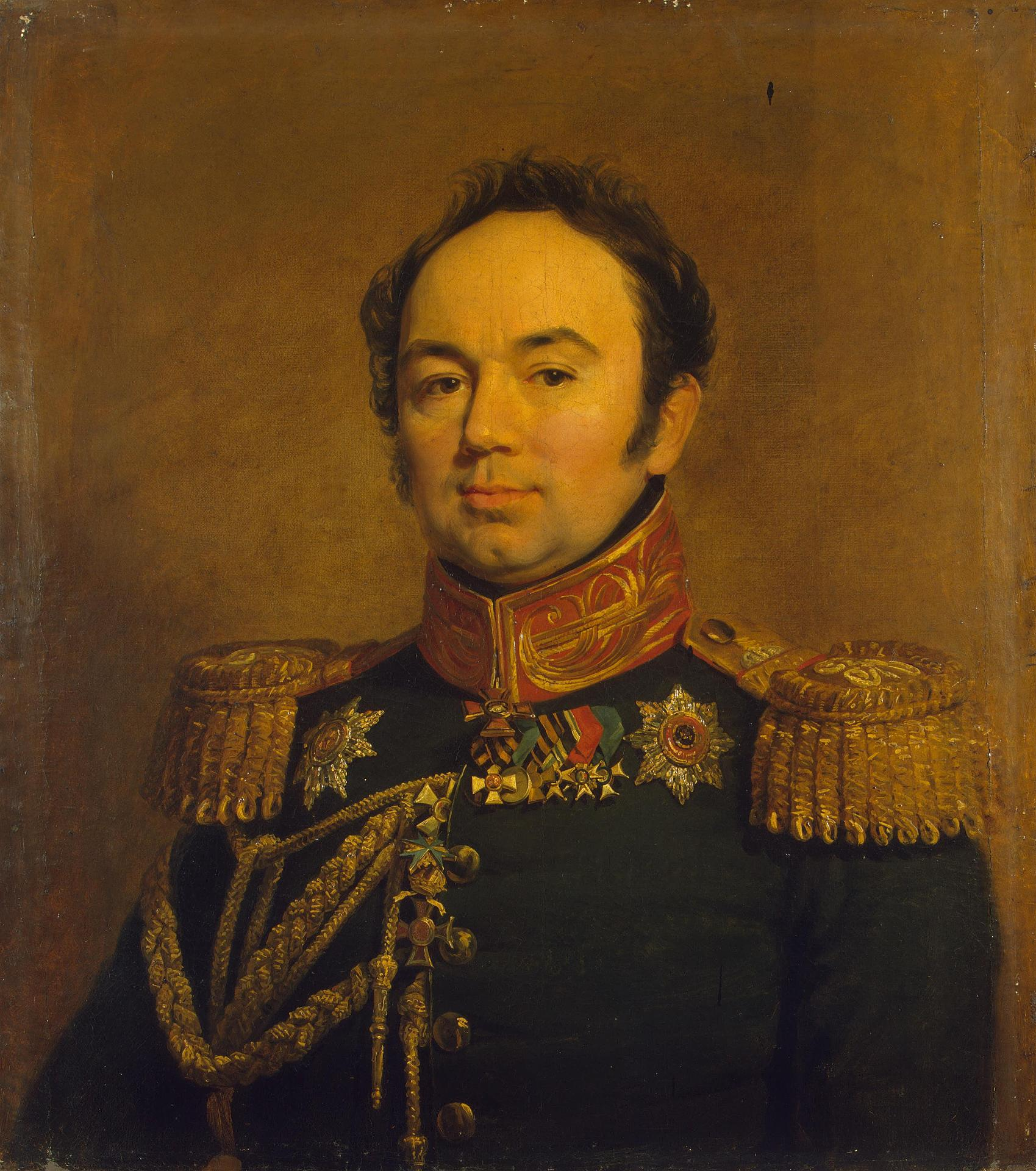
Retrato por George Dawe.

El Conde Arseni Andréievich Zakrevski (en ruso: Арсе́ний Андре́евич Закре́вский; 24 de septiembre de 1783 o 1786 en la Gobernación de Tver - 23 de enero de 1865 en Florencia) fue un estadista y Ministro del Interior ruso entre el 19 de abril de 1828 al 19 de noviembre de 1831.
Hijo de un pobre noble de Tver de distantes orígenes polacos, Zakrevski inició su carrera militar en un cuerpo de cadetes, del que se graduó en 1802 con el rango de oficial júnior de infantería. Para 1829, alcanzó el rango de general de infantería. Entre 1824 y 1831, el Conde Zakrevski sirvió como  Gobernador General del Gran Ducado de Finlandia. Siendo un militar y de línea dura, recibió la confianza del emperador Nicolás I. En el periodo 1828-1831, también sirvió brevemente como Ministro del Interior de todo el imperio.
Fue elevado al título de conde en la nobleza finlandesa, y fue registrado en la Casa de la Nobleza bajo el nombre Zakrewsky como la casa comital finlandesa número nueve. Esto hizo a él y a su familia "ciudadanos finlandeses", lo que significaba que después, fuera del cargo, no necesitaría pasaportes para ir al territorio del gran ducado desde el lado ruso de la frontera, un privilegio codiciado.